# Panthiades pelion
Panthiades pelion är en fjärilsart som beskrevs av Pieter Cramer 1775. Panthiades pelion ingår i släktet Panthiades och familjen juvelvingar. Inga underarter finns listade i Catalogue of Life.